# The Shaughraun (film 1912)
The Shaughraun è un cortometraggio del 1912 diretto da Sidney Olcott, remake di The Shaughraun del 1907 di James Stuart Blackton. La storia è tratta da un lavoro teatrale di Dion Boucicault.

## Produzione
Prodotto dalla Kalem Company, il film venne girato a Beaufort, nella contea di Kerry, in Irlanda.

## Distribuzione
La General Film Company distribuì negli Stati Uniti il film - un cortometraggio in tre bobine - il 23 dicembre 1912.

## Versioni cinematografiche
Il dramma The Shaughraun di Don Boucicault fu rappresentato nel 1874. Ebbe diverse versioni cinematografiche:
- Murphy's Wake, regia di Alf Collins (1903)
- Murphy's Wake (1906)
- The Shaughraun, regia di Sidney Olcott (1912)
- My Wild Irish Rose, regia di David Smith (1922)